# Ben Acquah
Ben Acquah (n. 6 noiembrie 1974) este un fotbalist ghanez, retras din activitate, care a evoluat în Liga I la echipa FC Argeș Pitești pe postul de mijlocaș central.

## Carieră
A jucat pe plan intern pentru clubul Accra Hearts of Oak în două rânduri, între 1992-1994 și 1998-1999 cât și pentru echipa locală Tema Professionals. In vara lui 1994 acesta a fost transferat pentru suma de 30.000 de dolari la FC Argeș Pitești, debutând in Liga 1 pe 20 august 1994, în victoria cu 3-1 de acasă contra celor de la Steaua București din prima etapă. Avea să strângă în total 11 meciuri în tricoul alb-violet și să înscrie un singur gol și anume golul de 2-1 în victoria de la Pitești a lui FC Argeș contra celor de la FC Brașov din etapa 3.